# Biuro Konstrukcyjne Łucz (Rosja)
Biuro Konstrukcyjne Łucz (ros. АО Конструкторское бюро «Луч») – rosyjskie lotnicze przedsiębiorstwo badawczo-rozwojowe z Rybińska.

## Historia
Biuro zostało założone 25 sierpnia 1955 r. Głównym obszarem jego działalności było opracowywanie aparatury radioelektronicznej dla lotniczych i naziemnych systemów telemetrycznych. Od początku lat 60. główną działalnością Biura Konstrukcyjnego był rozwój dopplerowskich mierników prędkości oraz rozwój radiowych środków łączności.
Obecnie Łucz zajmuje się rozwoje systemów rozpoznania powietrznego z wykorzystaniem bezzałogowych statków powietrznych oraz systemów łączności. Przedsiębiorstwo posiada zaplecze naukowo-produkcyjne pozwalające na prowadzenie prac badawczych, rozwojowych, konstrukcyjnych oraz produkcję i testowanie UAV. Produkty firmy są wykorzystywane do monitorowania infrastruktury miejskiej, rurociągów naftowych i gazowych oraz lasów. Cześć produkcji jest dostarczana Siłom Zbrojnym Federacji Rosyjskiej.
Firma bierze udział w Międzynarodowym Salonie Lotniczo-Kosmicznym, gdzie prezentuje swe produkty. Obecnie dysponuje filiami w Moskwie oraz Sankt Petersburgu. Od 2004 r. przedsiębiorstwo jest częścią Koncernu Radiotechnicznego Wega.